# Silnice II/156
Silnice II/156 je silnice II. třídy, která vede z Českých Budějovic do Nových Hradů. Je dlouhá 33,3 km. Prochází jedním krajem a jedním okresem.

## Vedení silnice

### Jihočeský kraj, okres České Budějovice
- České Budějovice (křiž. I/3, II/157, III/00354, III/15523, III/1561)
- Doubravice (křiž. III/1562)
- Nedabyle (křiž. III/1562)
- Nová Ves (křiž. III/1563, III/1563a)
- Strážkovice (křiž. II/155, III/15521, peáž s II/155)
- Jedovary (křiž. III/14618)
- Veselka (křiž. III/1564)
- Rankov (křiž. III/1565)
- Otěvěk (křiž. III/1566)
- Trhové Sviny (křiž. II/157, III/1567, III/1545, III/15428, peáž s II/157)
- Pěčín (křiž. III/15612)
- Žár (křiž. III/15613, III/15614, III/15413, III/15615, III/15414)
- Nové Hrady (křiž. II/154)